# Amblyptilia forcipata
Amblyptilia forcipata là một loài bướm đêm thuộc họ Pterophoridae. Loài này có ở Ấn Độ (Sikkim và Darjeeling).
Sải cánh dài 18–19 mm.